# Para cieczy
Para cieczy – faza gazowa substancji występująca poniżej jej punktu krytycznego (w temperaturach niższych od temperatury krytycznej i przy ciśnieniach mniejszych od ciśnienia krytycznego). Para o danej temperaturze może zostać skroplona poprzez podwyższenie ciśnienia (proces odwrotny nazywamy parowaniem). Gazy powyżej swego punktu krytycznego nie dają się skroplić poprzez zwiększanie ciśnienia (dowolnie duże), bez jednoczesnego obniżenia temperatury.
W danej temperaturze w zależności od ciśnienia para może być:
- nasycona – w równowadze termodynamicznej z fazą skondensowaną; występuje przy ciśnieniu pary nasyconej,
- nienasycona – o ciśnieniu niższym od ciśnienia pary nasyconej,
- przesycona – o ciśnieniu wyższym od ciśnienia pary nasyconej; jest to stan nietrwały.

Ciśnienie pary nasyconej cieczy zmienia się z temperaturą w przybliżeniu zgodnie ze wzorem:
{\displaystyle \log p_{s}=A-{\frac {B}{T}},}
gdzie:
- {\displaystyle A,B} – stałe,
- {\displaystyle T} – temperatura w kelwinach.

To proste równanie odpowiada równaniu Clausiusa-Clapeyrona, które z kolei jest przybliżeniem ścisłego równania Clapeyrona opisującego przemiany fazowe dla dowolnej substancji czystej (uwaga: to nie jest równanie Clapeyrona stanu gazu doskonałego!)
Wartość temperatury, w której ciśnienie pary nasyconej zrówna się z ciśnieniem zewnętrznym {\displaystyle (p_{s}=p_{zewn})} jest temperaturą wrzenia cieczy. Innymi słowy: ciecz nie może wrzeć dopóki {\displaystyle p_{s}<p_{zewn}.}